# الدولة السعودية الثانية
الدَّوْلَةُ السُّعُودِيَّةُ الثَّانِيَةُ (1234-1309هـ/1818-1891)، هي الدولة التي أسسها الإمام تركي بن عبد الله آل سعود بعد سقوط الدَّوْلَةُ السُّعُودِيةُ الأوْلَى في عام 1234هـ/1818، على يد قوات إيالة مصر العثمانية بقيادة إبراهيم محمد علي باشا، حيث جعل الإمام تركي بن عبد الله آل سعود في بداية حكمه من مدينة الرياض عاصمة لملكه بدلاً من الدرعية، والتي توسعت فيها الدولة بشكل محدود على عكس سابقتها، ثم أضرت بها الصراعات والحروب الداخلية لاحقاً، حيث تسبب اختلاف أبناء الإمام فيصل بن تركي بن عبد الله آل سعود في إضعاف الدولة والتسبب بسقوطها على يد حاكم إمارة جبل شمر الأمير محمد بن عبد الله بن علي الرشيد، وكان ذالك في عام 1309هـ/1891.

## إعادة بناء الدولة السعودية
بعد سقوط الدولة السعودية الأولى، بدأت أولى المحاولات لإقامة الدولة السعودية من جديد، حاول الأمير مشاري بن سعود، في عام 1235هـ/1820 إعادة الحكم السعودي في الدرعية من جديد، بعد هربه الآسر من قوات محمد علي باشا، لكن محاولته لم تدم سوى بضعة أشهر. بعدما علم محمد علي باشا في مصر بما يقوم به الأمير مشاري بن سعود من توحيد جديد للدولة، فأرسل فرقة بقيادة أبوش أغا وصلت إلى عنيزة، فأرسل أحد الزعماء وهو محمد بن مشاري آل معمر للقائد أبوش أغا يعلن التبعية لمحمد علي باشا، وقبض على مشاري بن سعود، وقام بتسليمه لقوات محمد علي، والذي توفي لاحقًا في السجن، مما أغضب الأمير تركي بن عبد الله آل سعود، والذي كان أميراً على الرياض، حيث قرر مواجهة محمد بن مشاري بن معمر بعد آسره للأمير مشاري بن سعود، فانطلق الأمير تركي بن عبدالله من بلدة الحائر، ومن ثم إلى ضرما، وانضم حوله الأنصار ثم توجه إلى الدرعية، وقبض على محمد بن مشاري بن معمر وابنه مشاري بن محمد، وقتل ابن معمر وابنه ثأراً لأبن عمه لمشاري بن سعود.
فترة مابعد سقوط الدولة السعودية، ساد الاضطراب وأنعدم الأمن وعادت النزاعات بين القبائل، وعاش المجتمع حالة من انعدام الاستقرار وتدهور الحياة الاقتصادية، بسبب عدم وجود دولة مركزية توفر الامن والاستقرار. لكن وفي نفس العام، قاد الأمير تركي بن عبد الله بن محمد بن سعود، محاولة ناجحة في تأسيس الدولة السعودية الثانية، وجعل عاصمتها الرياض، وعلى نفس أسس وركائز الدولة السعودية الأولى، سارت الدولة السعودية الثانية، حيث قامت بفرض الأمن والاستقرار في كافة النواحي التي سيطرت عليها، ولم تكن تختلف النظم الإدارية والمالية كثيرًا في الدولة السعودية الثانية عن الدولة السعودية الأولى، ما تسبب في ازدهارها من جديد. ثم تتابع على حكم الدولة السعودية الثانية الإمام تركي بن عبد الله آل سعود، ثم نجله الإمام فيصل بن تركي، وابناء الإمام فيصل، الإمام عبد الله والإمام عبد الرحمن.

## نظام الحكم في الدولة السعودية الثانية
كان نظام الحكم مشابهاً للدولة السعودية الأولى؛ فهي قائمة على الدعوة الإصلاحية السلفية، وتسير على الشرع متخذة القرآن الكريم والسنة دستور حياة، وتوافق ما أفتى به الأئمة الأربعة بالإجماع، وتسير على الأنظمة الإسلامية وتراعي مبادئ الشورى.
والحاكم يسمى بالإمام، وهو الرئيس الأعلى للدولة، وصاحب السلطة الفعلية؛ فلقب الإمام يشمل الزعامة الدينية والسياسية، وكانت قاعدة الحكم في العهد السعودي الثاني في الرياض، ويجتمع الإمام بمستشاريه في ديوان القصر.

### الإمام أو الحاكم
وهو قمة النظام السياسي ورئيس الدولة الأعلى وصاحب السلطات والصلاحيات الفعلية، ولقب الإمام يشمل الزعامة الدينية والسياسية، ومن أهم اختصاصاته حفظ الدين وإقامة الحدود وتحصين الدولة بإقامة الثغور والقلاع والحصون، والإمام ليس منصبًا استحدث في هذه الفترة؛ بل هو من عهد الخلفاء الراشدين. والإمام هو القائد العام للمسلمين؛ كان الإمام في الدولة السعودية الثانية في الأغلب يقود الناس في حروبه، باستثناء بعض الحالات والظروف كالمرض وغيره، وكان الإمام يقيم في الرياض عاصمة الدولة، وكان يمارس مهام عمله من قصره.

### ولي العهد
ولاية العهد في الدولة السعودية الثانية وراثية؛ فنجد أن الإمام تركي بن عبد الله قد عهد بالولاية إلى ابنه الأمير فيصل بن تركي الذي عهد بها إلى ابنه عبد الله، وهكذا. ومن واجبات ولي العهد أن ينوبَ عن الإمام فترة غيابه في الغزوات أو المرض وغير ذلك من الظروف، ويقومَ بمهام الدولة بدلاً من الإمام، وكان أيضا يستطيع قيادة الجيش، إلى غير ذلك؛ فقد كان يقوم بإدارة الأمور ليكتسب خبرة تعينه مستقبلاً على الحكم.

### أمراء الأقاليم
يعين الإمام أمراء لأقاليم الدولة، ويختارهم بحرص، ويكون أمير الإقليم من الرؤساء المحليين للأقاليم، لما له من نفوذ على إقليمه وجماعته. ومنصب أمير الإقليم هو الممثل الأول للإمام لدى الإقليم، والمسؤول العام والمشرف على إدارته وماليته وقيادته، وأيضاً المسؤول في جمع الزكاة، وتقع على عاتقه مسؤولية تجهيز رجال الغزو حين يأتي أمر الإمام بذلك، ويكون قائدًا للغزو في بعض الأحيان، وكثيرًا ما عهد إليه بغزو الجهات القريبة منه، ولهذا عُدَّ منصب أمير الإقليم من المناصب المهمة في الدولة.

### الشورى
كان هذا المبدأ منذ نشأة الدولة السعودية الأولى؛ حيث تبايع الإمام محمد بن سعود والشيخُ محمد بن عبدالوهاب، وكان يستشيره في كل الأمور، وتقسم الشورى من حيث الأعمال والأعضاء والمهام في الدولة السعودية الثانية إلى قسمين؛ هما:
- الشورى الخاصة: وكانت تضم عددا من الأفراد والقضاة والقادة، والفقهاء وبعض أفراد الأسرة الحاكمة،[15] وذلك بأمر من الإمام أو الحاكم، ويكون لها دور كبير في الحرب أو التعيين؛ فقد عقد الإمام فيصل بن تركي اجتماعا في الأحساء حينما علم بمقتل أبيه الإمام تركي، وقد ضم الاجتماع عددًا من أمراء البلدان النجدية ومستشاريه وقادته.[16]
- الشورى العامة: وهي التي تعقد على شكل اجتماعات عامة، وفي مناسبات معينة لدراسة المشكلات المتعلقة بالأقاليم، أو في حالة حدوث عصيان أو تمرد؛ فقد عقد اجتماع في الدهناء قرب غدير ماء يدعى «وثيلان»، حيث التقى الإمام تركي بأمراء الأقاليم النجدية.[17]

## عهد الإمام تركي بن عبد الله

### بدايات حكمه في الفترة الأولى
كان لعودة الأمير مشاري بن سعود آل سعود بعد هروبه من قافلة الأسرى المتجهة إلى مصر، وقعها الكبير على مشاري بن معمر الذي همّ بالامتناع والمحاربة، ولكنه لم يسعه إلا أن يقبل بالصلح وأن يتنازل عن الحكم لمشاري، وإن كان يضمر في نفسه ضده ما يضمره. وقد انتقل ابن معمر بعد ذلك من الدرعية إلى سدوس؛ حيث ادعى المرض واعتكف في بيته يخاطب رؤساء المدن ممن يكرهون الأمير مشاري آل سعود، وكان آل حمد رؤساء حريملاء طلبوا منه الانتقال إليها، ثم أرسل إلى فيصل الدويش يطلب منه المدد فأمده ونتيجة لذلك قام ابن معمر بتحريك جيوشه إلى الدرعية والقبض على مشاري آل سعود بدون أن يشعر أهل الدرعية، ثم تحرك بجيشه إلى الرياض للقبض على الأمير تركي بن عبد الله بن محمد آل سعود، الذي استطاع الهرب إلى الحاير قاصداً ضرماء، بهدف مباغتة قوات ابن معمر، واتجه منها إلى الدرعية حيث تخاذل أهل الدرعية عن نصرة ابن معمر؛ فقبض عليه تركي وأخذه إلى الرياض حيث حبسه مع ابنه، وأن يرسلوا إلى عشيرته في سدوس ليعيدوا الأمير مشاري آل سعود إلى الرياض، لكن أهل سدوس كانوا قد سلموا الأمير مشاري إلى الحامية المصرية في ذلك الوقت، فأمر الأمير تركي بقتل ابن معمر وابنه، ولكنه لم يتمكن من البقاء في الرياض لعودة القوات المصرية إليها؛ فهرب مرة أخرى.

### الفترة الثانية واغتياله
عاد الأمير تركي بن عبد الله إلى عرقة ومعه نحو ثلاثين رجلاً، ثم انضم إليه حمد بن يحيى بن غيهب أمير الوشم، ثم سويد بن علي صاحب جلاجل، والذي انضم مع بعض من الرجال من جلاجل وسدير والمحمل ومنيخ، وذلك في محاولة من الأمير تركي الحرب، وإخراج من تبقى من الترك من الرياض، لكن حدث أن سويدًا انسحب، وأن الأتراك حاصروا الأمير تركي في عرقة، ولكنهم اضطروا للانسحاب. بعد ذلك قام الأمير تركي بمهاجمة ضرماء والاستيلاء عليها، ثم كاتب أهل سدير فبايعوه، ثم بايعه أهل جلاجل والزلفي ومنيخ والغاط، ثم أهل حريملاء، بعد ذلك قرر الأمير تركي طرد الحامية المصرية الوحيدة المتبقية في الرياض، وكان عدد أفرادها ستَّمائة، ولكنه لم يستطع لمعاونة فيصل الدويش لهم، وعندما انسحب الدويش حاصر الأمير تركي الرياض مرة أخرى فاستسلمت الحامية العسكرية وغادرت. بعد ذلك اختار الأمير تركي الرياض عاصمة له، وأعاد بناء أسوارها، وبناء جامعها.
شخص الإمام تركي ببصره نحو الأحساء حيث التقى بجيش بني خالد في معركة فاصلة على أطراف الأحساء، في موضع يقال له السَّبيَّة، وهو مورد من موارد المياه، ووقعت عنده المعركة معركة السبية بين قوات الإمام تركي من جهة، وبين قوات بني خالد من جهة أخرى، وقد انتهت المعركة بهزيمة بني خالد، وبعدها توجه الإمام تركي بجيوشه إلى الأحساء، فهرب من تبقى من زعماء بني خالد منها، وبايعه أهلها، وأقام فيها أربعين يوماً، ووفد عليه خلالها أهل القطيف، وأهل رأس الخيمة، وجددوا مبايعته، ثم إنه استطاع أن يمد نفوذه السياسي نحو مسقط والبحرين. هذا، وقد عاش الإمام تركي حتى اغتيل على يد ابن أخته مشاري بن عبد الرحمن آل سعود.

## عهد الإمام فيصل بن تركي

### الفترة الأولى
استطاع الأمير فيصل بن تركي القضاء على مشاري بن عبد الرحمن، الذي قتل والده؛ حيث فرض حصارا حول القصر الذي كان يقيم فيه مشاري، ثم اقتحمه وقتله، وبذلك تم للأمير فيصل بن تركي السيطرة على مقاليد الأمور في العاصمة، وأخذت الوفود من مختلف البلدان التابعة لحكم والده بالوفود إليه، لتعلن ولاءها وتأييدها له كإمام جديد للدولة. وعلى الرغم من إخضاعه إمارات الجزيرة العربية، ما عدا الحجاز، لم تستقر له الأمور؛ فلم تخلُ فترة حكمه القصيرة من المشكلات الداخلية، كما أن توسعه هذا كان مزعجا للدولة العثمانية، التي كلفت واليَها في مصر أن يرسل حملة عسكرية جديدة للجزيرة العربية، في محاولة منها للحد من التوسع السعودي الجديد.

### فترة خالد بن سعود ثم عبد الله بن ثنيان
حاول محمد علي باشا والي مصر بعد ذلك إرسال حملة عسكرية على عسير، وكان يُعتقد أن الإمام فيصل بن تركي كان يساعد الثائرين في عسير ضد النفوذ المصري هناك، فاختار محمد علي باشا والي مصر خالدَ بنَ سعودٍ الكبير بن عبد العزيز آل سعود - وهو أحد أفراد آل سعود المأسورين بعد تدمير الدرعية - ليتولى شؤون الدولة السعودية بدلاً من الإمام فيصل. وخسر الإمام فيصل في فترة حكمه الأولى الرياض، ولم يستطع استرجاعها حتى مع محاصرتها، وانتهت فترة حكمه الأولى بالأسر والنفي إلى مصر. ولم يستمر خالد طويلاً في الحكم؛ فقد انتفض الأمير عبد الله بن ثنيان بن إبراهيم بن ثنيان آل سعود ضده واستطاع أن يجمع العلماء والأعيان من مختلف أقاليم الدولة حوله، وأرسل بذلك خطابًا إلى والي جدة عثمان باشا، وفيه عرض أولئك العلماء والأعيان الذين يطالبون فيها الوالي المذكور تعيين الأمير عبد الله بن ثنيان، عوضا عن الأمير خالد بن سعود. وخلال تلك الأحداث المتسارعة استطاع الإمام فيصل الخروج من سجن القلعة والعودة إلى أرض الجزيرة العربية، وكان ذلك بمعاونة نفر قليل من ذوي ثبيت منهم خزام الهرار العريدي ومحمد بن مروي الحمراني

### الفترة الثانية
استطاع الإمام فيصل بعد خروجه من مصر وعودته إلى نجد بمساعدة خزام الهرار العريدي ومحمد بن مروي الحمراني  أن يبعد منافسه الأمير عبد الله بن ثنيان ويعيد الحكم له مرة أخرى؛ فبدأت بذلك فترة حكمه الثانية، والتي استمرت ثلاثة وعشرين عامًا، قضاها في توطيد حكمه في أرجاء الدولة، وكان قد فقد بصره، أو كاد يفقده مما دعاه في أواخر عمره أن يسند كثيرًا من أعباء الدولة إلى ابنه الأكبر الأمير عبد الله، الذي كان يتولى إدارة شؤون الدولة بمشورة من أبيه، وخلال تلك الفترة أخذت قوة آل رشيد تزداد، مستغلة الظروف الداخلية والخارجية التي أحاطت بالدولة آنذاك.

## المشكلات التي واجهت الإمام فيصل
تراوحت المشكلات التي واجهها الإمام فيصل بن تركي في فترة حكمه الثانية، بين مشكلات تم القضاء عليها خلال فترة وجيزة، وأخرى أخذت أوقاتاً طويلة، حتى تمكن من القضاء عليها، والسيطرة على الجهات التي قامت بها، وتثبيت دعائمِ حكمه في الدولة، ولعل من أبرز تلك المشاكل:

### اندلاع الخلاف بين أهل وادي الدواسر
في سنة 1261هـ، مما استدعى الإمام فيصل أن يرسلَ حملة عسكرية بقيادة أخيه الأمير جلوي بن تركي، والذي استطاع بدوره حل ذلك الخلاف.

### مشكلة قبيلة العجمان
تعديات القبيلة على الطرق وقوافل الحجاج في سنة 1261هـ، ومهاجمتها لإبل الإمام فيصل بن تركي في سنة 1276هـ، اعتبرت تعديًا على هيبة الدولة، ما جعل الإمام فيصلًا يرسل ابنه الأمير عبد الله لتأديبها ومعاقبتها، فاستطاع هزيمتها في معركة الجهراء، ثم تحالف العجمان مع المنتفق لمواجهة الدولة، فكلف الأمير عبد الله بن فيصل لمواجهة المتحالفين؛ حيث تمكن منهم مرة أخرى في معركة شهيرة، سميت بمعركة الطبعة.

### مشكلة القصيم
تُعد مشكلة القصيم من المشاكل التي أقلقت حكم الإمام فيصل في فترة حكمه الثانية؛ أي: بدءًا من سنة 1261هـ وانتهاء بسنة 1279هـ؛ فخلال هذه الفترة، ولمرات كثيرة، انتفضت بعض بلدان القصيم وخرجت على حكومة الإمام فيصل. وقد تزعم هذه الانتفاضة كل من أمير عموم القصيم عبد العزيز بن محمد آل بوعليان، وأمير عنيزة عبد الله بن يحيى السليم، ووقع جراء ذلك عدة معارك؛ منها معركة اليُتيِّمة، ومعركة رواق، ومعركة كون المطر، وكانت المعارك سجالا إلا أن الأمر في النهاية قد استقر لمصلحة الدولة السعودية الثانية.
- حرب عنيزة الأولى (1271هـ) دخلت عنيزة في مواجهات عدة مع السلطة المركزية في الرياض؛ كان أولى تلك المواجهات حرب عنيزة الأولى، وكان ذلك في شهر محرم من عام 1271 هـ، وكان سبب تلك الحرب إقدام أهل عنيزة على إخراج جلوي بن تركي أمير القصيم من مركز إمارته في عنيزة، خارجين عن طاعته، وذلك في صباح يوم الجمعة من شهر شعبان عام 1270 هـ، فرأى الإمام فيصل أن هذا عصيان ظاهر من أهل عنيزة، يجب تأديبهم عليه، فكانت الحرب .وبعد تسعة أشهر تم الصلح بين الإمام فيصل بن تركي وأهل عنيزة، وذلك بعد وساطة من أمير مكة محمد بن عون، وهكذا انتهت حرب عنيزة الأولى، بين أهل عنيزة والحكومة المركزية في الرياض.
- حرب عنيزة الثانية (1278 هـ) كان سبب تلك الحرب توتر العلاقات بين عنيزة والحكومة المركزية في الرياض، وذلك بعد إقدام محمد الفيصل على قتل أمير بريدة عبد العزيز آل أبو عليان؛ حيث إن أمير بريدة عبد العزيز آل أبو عليان خرج من بريدة هو وأولاده، ومعهم عشرون رجلا من عشيرتهم وخدمهم، واتجهوا إلى عنيزة، ثم ما لبثوا أن خرجوا من عنيزة متوجهين إلى مكة، وبصحبتهم جماعة من أهل عنيزة، ولما بلغ عبد الله الفيصل خبرهم أرسل وراءهم سرية بقيادة أخيه محمد بن فيصل، فلحقهم في نفود الشقيقة، وقتل منهم سبعة رجال، وسمحوا للبقية منهم بالانصراف، ومن بينهم أهل عنيزة، فلما وصل الخبر أهل عنيزة قاموا من فورهم وأسرعوا حتى لحقوا بسرية محمد الفيصل في النفود، وقاتلوهم فيها، فساءت العلاقة بين الطرفين، وبذلك بدأت الحرب.
- معركة رواق (شعبان 1278 هـ) بعد الغزو المتبادل الذي وقع بين أهل عنيزة من جهة، والسرية التي أرسلها الإمام فيصل بن تركي إلى بريدة بقيادة صالح بن شلهوب، والجيش الذي يقوده أمير بريدة عبد الرحمن بن إبراهيم من جهة أخرى، وانتقال أهل عنيزة من حال الدفاع إلى حال الهجوم؛ أعلن الإمام فيصل بن تركي حال الحرب في جميع أقاليم دولته؛ فأرسل سرية على وجه السرعة إلى بريدة، أعقبها بقوة من أهل الوشم وسدير بقيادة عبد الله بن عبد العزيز بن دغيثر، وسارت نحو بريدة، ولما علم الإمام فيصل بن تركي بهزيمة رواق، أرسل مددا كبيرا بقيادة ابنه محمد بن فيصل، ليقود القتال ضد عنيزة، فنشبت بين الفريقين موقعة الوادي، (وادي عنيزة)؛ هزم فيها أهل عنيزة، فانسحب أهل عنيزة إلى مدينتهم وتحصنوا بها.
- معركة (كون المطر) 1279 هـ، خرج أهل عنيزة، بقوة هائلة وعدد وعدة، في اليوم الخامس عشر من شهر جمادى الآخرة من عام 1279 هـ، لقتال جيش محمد الفيصل، بعد معركة رواق، واستطاعوا التقدم إلى مخيم محمد الفيصل، فحصل في جيشه مذبحة كبيرة، ثم أمطرت السماء مطرا غزيرا، فأبطل الماء عمل بنادق أهل عنيزة، فانهزم أهل عنيزة قاصدين بلدهم، وتبعتهم خيل جند محمد الفيصل، فانقضوا عليهم بسيوفهم، ما أجبر أهل عنيزة على التحصن بأسوار عنيزة، فحوصروا واستمر الحصار لفترة طويلة، حتى رغب الفريقان بالصلح، فأرسل أهل عنيزة زامل السليم إلى عبد الله بن فيصل، وتم الصلح بين الفريقين في أوائل عام 1280 هـ، على أن ترحل القوات المحاصرة لعنيزة، مقابل دفع شيءٍ يسيرٍ من الطعام والسلاح من أهل عنيزة إلى مخيم عبد الله بن فيصل؛ علامة على الطاعة والولاء من عنيزة للحكومة المركزية في الرياض.[35]

## فترة الصراع بين أبناء الإمام فيصل
بعد وفاة الإمام فيصل سنة 1282هـ/ 1865م تولى الحكم ابنه الأكبر الأمير عبد الله، وقد بايعه الناس إماماً خلفا لوالده؛ فقد كان له دور مهم في إدارة شؤون حكم الدولة، في السنوات الأخيرة من عهد والده. ولقد تمكن الإمام عبد الله بن فيصل من القيام بمهام الحكم خلال النصف الأخير من سنة 1282هـ/1866م دون مشاكل تذكر، على أن الأمر لم يستتب له أكثر من عام واحد؛ إذ سرعان مادب الخلاف والنزاع بينه وبين أخيه الأمير سعود الذي كان يتطلع للحكم، مما دفعه إلى الخروج عليه في سنة 1283هـ/1867م. فخرج الأمير سعود من الرياض قاصدًا أمير عسير محمد بن عائض بن مرعي، طالباً منه الدعم ضد الإمام عبد الله، إلا أن ابن عائض اعتذر عن ذلك، بل وسعى جاهدًا في إصلاح ذات البين وتقريب وجهات النظر بين الأخوين، ورغم الجهود التي بذلها الإمام عبد الله وعدد من العلماء؛ على رأسهم الشيخ عبد الرحمن بن حسن، وابنه عبد اللطيف، لإقناع الأمير سعود بن فيصل بالعودة وترك الشقاق، لم تثمر تلك الجهود عن أي تقارب لوجهات النظر. بعد ذلك انتقل الأمير سعود إلى نجران؛ حيث طلب مساعدة رئيسها الذي جمع له ما يحتاجه من الرجال، ووفد عليه العديد من زعماء القبائل الأخرى، مؤيدة وداعمة له في انشقاقه عن حكم أخيه، فانطلق سعود بتلك القوى المؤيدة له نحو الرياض، إلا أنه واجه هزيمة في معركة المعتلى سنة 1283هـ/ 1867م، مما اضطره إلى الهروب إلى بادية الأحساء عند قبائل آل مرة، ومنها اتجه إلى البريمي، وحصل على كثير من المساعدات من مشايخ الساحل العماني ومشايخ البحرين، وقد استجمع قواه مرة أخرى ليهاجم بها الأحساء ويحاصرها، في محاولة منه للضغط على الإمام عبد الله. وقد ترتب على ذلك أن سيّر الإمام جيشًا بقيادة الأمير محمد بن فيصل لمقاتلة سعود، إلا أن هذا الجيش قد هزم، وأسر الأمير محمد، وقتل الكثير من اتباعه، وذلك في معركة الجودة سنة 1287هـ/ 1870م، وقد ترتب على تلك الهزيمة سيطرة قوات الأمير سعود بن فيصل على الأحساء، وحصوله على الدعم المادي الكبير منها، ثم توجه إلى الرياض، التي خرج منها الإمام عبد الله ودخلها الأمير سعود، لكن أهل الرياض ثاروا ضده بقيادة عمه الأمير عبد الله بن تركي، وهزموا الأمير سعودا، فعاد الإمام عبد الله إليها. وقد حاول الأمير سعود بعد ذلك دخول الرياض مرة أخرى، ونجح في ذلك؛ حيث غادر الإمام عبد الله الرياض متجهاً إلى حائل، وفي طريقه اتصل بأمير عنيزة زامل بن سليم، محاولاً أن يكسبه إلى جانبه، إلا أن الأخير لم يشأ أن يتدخل في النزاع بين الأخوين. ويبدو أن الإمام عبد الله لم يتلق من زعماء حائل ما يشجعه على مواصلة سيره إلى هناك، فرأى أن يستنجد بوالي بغداد مدحت باشا. ولقد وجدت تلك الدعوة كل الترحيب من السلطات العثمانية في العراق؛ فقد كان لها رغبة في التوسع في المنطقة. وقد سير والي بغداد مدحت باشا حملته العسكرية في سنة 1288هـ/ 1871م، صوب الأحساء، وتمكن من تغيير الأوضاع فيها وفي نجد، وعلى الرغم من استعادة الإمام عبد الله زمامَ السلطة في نجد، بعد وفاةِ أخيه الأمير سعود في أواخر عام 1291هـ، 1874م، وتنازلِ الأمير عبد الرحمن بن فيصل عن الحكم لأخيه عبد الله الأكبر سناً، عام 1293هـ/ 1876م، حقناً للدماء، اقتصر حكمه على الرياض وما حولها، آخذًا في الضعف يوماً بعد يوم. وفي المقابل تزايدت قوة أمير جبل شمر محمد بن عبد الله بن رشيد، وتزايدت معها طموحاته في السيطرة على نجد و إسقاط الدولة السعودية الثانية.

## سقوط الدولة
في خضم تلك الأحداث طمع آل رشيد، حكام إمارة جبل شمر، في انتزاع الحكم من آل سعود، وقد كان آل الرشيد قد أسسو أمارتهم بعد سقوط أمارة آل علي وهم على حائل؛ فاستغل محمد بن عبد الله الرشيد النزاع بين أبناء الإمام فيصل بن تركي، بعد وفاته، وعمل على مد نفوذه على جميع بلدان نجد، خاصة عندما وجد المساندة من قبل أمير بريدة حسن بن مهنا، وقاموا بشن غاراتهما على بلدان نجد وقبائلها، منذ عام 1294هـ/1877م، الأمر الذي أدى إلى الصدام المسلح بين الطرفين، في سنة 1301هـ/1884م، في أم العصافير، وانهزم فيها الإمام عبد الله، وقُتل الكثير من أتباعه. وقد نتج عن هزيمة الإمام عبد الله أن قوي نفوذ الأمير محمد بن عبد الله بن رشيد، وسطا على معظم بلدان نجد، وتضعضع نفوذ الإمام عبد الله، وعلى الرغم من ذلك تصالح ابن رشيد والإمام عبد الله، على أن يتنازل ابن رشيد للإمام عبد الله عن بلدان الوشم وسدير. إلا ان أبناء الأمير سعود بن فيصل قاموا بالتحرك وهاجموا الرياض وقبضوا على عمهم الإمام عبد الله، فتذرع ابن رشيد بذلك وتوجه بجيشه إلى الرياض وتصالح وأبناءُ سعود على أن يخرجوا من الرياض، ويطلقوا سراح عمهم الإمام عبد الله. وعلى إثر هذا الصلح وبصحبة ابن رشيد توجه الإمام عبد الله وأخوه الأمير عبد الرحمن إلى حائل، فأصبحت الرياض بذلك تحت سيطرة آل رشيد، وعُين سالم بن سبهان أميراً عليها. وعقب توليه إمارة الرياض؛ قام ابن سبهان بقتل ثلاثة من أبناء سعود، ما أدى إلى إثارة غضب كل من آل سعود وابن رشيد، فقام ابن رشيد بعزله.
وقد سمح ابن رشيد في عام 1307هـ/1889م، للإمام عبد الله وأخيه الأمير عبد الرحمن بالعودة إلى الرياض، لكن الإمام عبد الله توفي بعد وصوله إلى الرياض بأيام، وعلى إثر وفاة الإمام زادت مخاوف ابن رشيد من محاولة الأمير عبد الرحمن استعادة السلطة، فأرسل سالم بن سبهان مرة أخرى، لكن الأمير عبد الرحمن خدعه وأصابه بجراح، وقتل كثيراً ممن كان معه، وعندما علم ابن رشيد بذلك جهز جيشه، وتوجه إلى الرياض، وفاوض أهلها على أن يكون الأمير عبد الرحمن إماماً على العارض والخرج، وأن يطلق سراح سالم بن سبهان، مقابل أن يطلق ابن رشيد سراح آل سعود الموجودين في حائل. بعد ذلك توجه ابن رشيد لمحاربة أهل القصيم، وحسن بن مهنا أبا الخيل أمير بريدة، وزامل بن سليم أمير عنيزة، والذين انهزموا في معركة المليداء. وكان الإمام عبدالرحمن بن فيصل، قد هبّ لمساعدة أهل القصيم، قبل وقوع الكارثة بهم. فحشد جموعاً من أهل العارض، وانضم إليه راكان بن حثلين، من أمراء قبيلة العجمان، فذهب بهم إلى نصرة أهل القصيم، من اعتداء ابن رشيد، ولكن ما إن وصل الإمام عبد الرحمن إلى الخفس، وهو خفس العرمة، على 115 كم من الرياض، أتاه الخبر بانتهاء المعركة، وانتصار ابن رشيد، فقفل فارًّا إلى الرياض، وتفرق جنده، وأدرك أن ابن رشيد زاحف إليه لا محالة. وكان الإمام عبدالرحمن بن فيصل يدرك ضعف موقفه العسكري، بعد الهزيمة التي لحقت بأهل القصيم، إثر معركة المُلَيْداء، سنة 1308هـ - 1891م، ولذلك أخذ الإمام عبد الرحمن ما أمكن أخذه من ممتلكاته في الرياض، وخرج بأسرته من هذه البلدة، بحثاً عن مأوى أكثر أمناً، واتجه إلى المناطق الواقعة بين واحة يبرين والأحساء، لبعدها عن متناول ابن رشيد، ولوجود فئات من القبائل المتعاطفة معه، والمناوئة لخصمه؛ مثل العجمان وآل مرة. على أن الإمام عبد الرحمن أدرك صعوبة حياة الصحراء، على نساء أسرته وأطفاله، فقام بإرسال ابنه الفتى، عبد العزيز، إلى الشيخ عيسى بن خليفة، حاكم البحرين، طالباً منه أن يقبل إقامة أسرته لديه، فأجاب الشيخ عيسى طلب الإمام، ورحب بأبنائه، فذهب أطفال الإمام ونساؤه إلى البحرين، ليَلقَوا كرم الضيافة هناك. وقد حاول الإمام عبد الرحمن أن يستعيد الرياض مرة أخرى؛ فجمع أنصاره من البادية، وصحبه إبراهيم بن مهنا أبا الخيل، شقيق حسن بن مهنا أبا الخيل، أمير بريدة المشهور، مع عدد من أهلها، وهاجم الإمام عبد الرحمن مع أتباعه بلدة الدلم، واستولوا عليها، وطردوا من كان فيها من أتباع محمد بن رشيد. ثم توجه ورفاقه إلى الرياض، ودخلها في سنة 1309هـ - 1891م، ومن الرياض سار الإمام عبد الرحمن إلى المحمل، ونزل في حريملاء، شمالي الرياض. ولما وصلت أخبار الإمام عبد الرحمن إلى محمد بن رشيد، أسرع بجيشه من حائل، والتقى الجمعان في حريملاء، فانهزم جمع الإمام عبد الرحمن، وقتل عدد من رجاله وأنصاره، ودخل ابن رشيد الرياض، وأبقى محمد بن فيصل أميراً عليها، وعاد إلى حائل. وبددت معركة حريملاء آمال الإمام عبد الرحمن في استعادة الرياض، وأكدت له أن لا جدوى من مواصلة نضاله العسكري، فقفل عائداً إلى مخيمه في البادية، فأدركه ابنه عبد العزيز، في أطراف منازل العجمان، فكانت بذلك وقعة حريملاء آخر معارك أئمة الدولة السعودية الثانية، وبها انتهت الدولة السعودية الثانية.

## الشؤون العسكرية
النظام العسكري في الدولة السعودية الثانية كان مشابهاً للنظام العسكري بالدولة السعودية الأولى، من حيث قيادة الجيش، وطريقة تكوينه، ووسيلة الإنفاق عليه، ولكن غزوات الدولة السعودية الثانية كانت أقل من غزوات الدولة السعودية الأولى، وكانت موجهة ضد أناس في جهات تابعة للدولة من الناحية الرسمية، بينما كانت غزوات الدولة السعودية الأولى موجهة إلى قوى خارج مناطقها، لبسط نفوذها عليها.

## الأمراء والقادة
برز في الدولة السعودية الثانية بعض الأمراء والقادة؛ فكان منهم:
- أحمد بن محمد السديري.
- تركي بن أحمد السديري.
- محمد بن أحمد السديري.
- سعد بن مطلق المطيري.
- عبد الله بن رشيد.
- حمد بن يحيى بن غيهب.
- عبد الله بن سعد المداوي.
- محمد بن سيف العجاجي.
- متعب بن عبد الله بن رشيد.[55]
- عمر بن عفيصان.[56]

## الحياة الاجتماعية

### فئات المجتمع
ضم المجتمع السعودي في الدولة السعودية الثانية جماعات مختلفة، تزداد قوتها ومكانتها بازدياد مساحة الأراضي والثروات التي تمتلكها، وقد انقسم المجتمع حينذاك إلى قسمين؛ حسب نمط حياته: البدو والحضر. وبمقارنة نسبة البدو إلى الحضر نجد أن البدو كانوا أكثر عددًا وأعلى نسبة.
- وقد انقسم المجتمع في الحضر إلى عدة فئات؛ هي: فئة الحكام والأمراء، وفئة المحكومين التي اشتملت على العلماء، والشيوخ، والتجار، والفلاحين، وأرباب الحرف والصناعات، والعبيد.
- أما بالنسبة لتكوين القبائل في البادية فقد اشتمل على: شيخ القبيلة، ووجهاء القبيلة (مجلس الشورى)، والرعية (بقية أفراد القبيلة).[57]

## النواحي المعمارية

### المساجد
حظيت المساجد باهتمام الحكام والأمراء، فانتشرت بذلك في كثير من مناطق الدولة السعودية الثانية، لتقوم بأدوار متعددة؛ سياسيا واجتماعيا وثقافيا.
- من الناحية السياسية: من خلال المساجد كان يُعلن عن تولي الحاكم الجديد، ويلقي خطبته على الناس. ومن خلاله أيضاً يتم العزل والتعيين للولاة.[58]
- من الناحية الاجتماعية: من خلاله يجتمع أهالي الحي حين تأدية الصلوات، ومن خلاله يتم الإعلان عن المناسبات الاجتماعية كدخول شهر رمضان، والعيدين، وإعلان الزواج في صلاة العشاء قبل الإقامة، حتى يخبر من لديه معلومات عن الرضاعة بين الزوجين. ومن خلاله أيضا كان يتم التعاون بين الأهالي في حل المشكلات، التي قد تواجههم.[59]
- من الناحية الثقافية: من خلال المساجد كان يتم تذكير الناس بالأمور الدينية والدنيوية، من خلال عقد حلقات الذكر.[60]

وكان من أشهر المساجد والجوامع:
- المسجد الجامع بالرياض، وهو الذي أسسه الإمام تركي بن عبدالله وأسند الإشراف عليه إلى كبير علماء آل الشيخ وهو الشيخ عبد الرحمن بن حسن، الذي عين رئيسًا للعلماء في تلك الفترة.
- مسجد قصر المصمك، وهذا المسجد ملحق بقصر المصمك.
- مسجد العيد، الذي كان عبارة عن حوش كبير، والجزء الجنوبي منه مصلى للنساء وبقيته للرجال.
- حائل ويُذكر أنه كان لكل حي من أحيائها مسجد تُـصلَّى فيه الصلوات، إضافة إلى الجامع الكبير.
- بريدة: كان من أشهر مساجد بريدة في تلك الفترة: مسجد عودة الرديني، ومسجد أبو علطاء أو ما يسمى مسجد صويلح، ومسجد ابن خضير، ومسجد ابن مقبل، ومسجد عيسى.
- عنيزة: كان من أشهر مساجدها مسجد آل جراح.
- الهفوف: كان من أشهر مساجدها: مسجد البجيري، ومسجد الدبس، وجامع القبة.
- الاحساء: كان فيها مسجد الإمام فيصل بن تركي.[61]

### المنازل
يعتبر المناخ من أهم العوامل المؤثرة في اختيار وتحديد المواد المناسبة له في أثناء تشييد المنازل، وقد لعب البناء الطيني دوراً كبيراً في ضبط وتحسين درجات الحرارة صيفاً وشتاءً، كما كان لتقليل النوافذ والفتحات في المنازل تأثيرٌ في الحفاظ على درجة الحرارة، إضافة إلى الحفاظ على حرمة المنازل. كما كان يتواجد في الكثير من المنازل أفنية «حوش»؛ فائدته دخول أشعة الشمس إلى المنزل شتاءً، وأن يكون متنفسا للنساء. بناء المنازل في الدولة السعودية الثانية كان يسير على الطريقة التقليدية القديمة، وقد تختلف طريقة البناء والمادة المصنوعة وشكل البناء بين البدو والحضر؛ فالبدو يسكنون الخيام لمناسبتها لحياة الصحراء، بينما كان الحضر من طبقة الأمراء والأغنياء يستقرون في القصور الكبيرة، وأما متوسطو الحال فكانوا يستقرون في المنازل العادية، وأما طبقة الفقراء فكانوا يستقرون في المنازل الصغيرة. أنواع المنازل القصور، ومن الأمثلة على ذلك:
- قصر المصمك، الذي يقع في قلب مدينة الرياض.
- قصر بريدة، واشتهر هذا القصر بقصر مهنا نسبةً إلى مهنا الصالح أبا الخيل.
- قصر الخماسين؛ يقع في منطقة وادي الدواسر.

وقصور أخرى في كل من الأحساء والقطيف والدمام والقصيم، وغيرها من المناطق التابعة للدولة السعودية الثانية.

### الأسواق
تعتبر الأسواق من المراكز الاجتماعية والاقتصادية في آنٍ واحد، وفي الرياض تحديداً يوجد السوق التجاري الذي يقع في وسط الرياض، بالقرب من المسجد الجامع، وكان السوق ذا مساحة فسيحة، وكان يشتمل على متاجرَ ومستودعات، وكان العديد من النسوة يتواجدن فيه لعرض بضائعهن، التي كانت تشتمل على الخبز والتمر والخضروات والحطب. بناء الأسواق كانت شوارع الأسواق متعرجة للحد من قوة تأثير الغبار، وكانت أسقفها تسهم إلى حدٍ كبير في حفظها من أشعة الشمس، وتخفف من تأثير عوامل المناخ الأخرى.
تنقسم الأسواق إلى نوعين:
- الأسواق الثابتة: وهي تلك المحلات التجارية المتراصة، التي تُفتح يومياً، وتكون مطلة على شوارع؛ مثل: أسواق اللحوم والسجاد وغيرها.[67] ومن تلك الأسواق: سوق بريدة الرئيس، الذي كان يشتمل على 300 حانوتٍ تقريبا[68] وسوق حائل العام، الذي كان يتكون من حوالي ثمانين متجرا ومستودعا، إضافة إلى غيرهما من الأسواق العامة، المنتشرة في معظم بلدان الدولة السعودية الثانية.[69]
- الأسواق المتنقلة: وهي تلك الأسواق التي تقام خلال يوم واحد في الأسبوع، ويعرف باسم ذلك اليوم، حيث تعرض فيه المنتجات المعمولة طوال الأسبوع، وكانت منتشرة في معظم بلدان الدولة السعودية الثانية؛ منها، على سبيل المثال لا الحصر، سوق الخميس في الهفوف.[70][71]

### الأسوار
تُعد الأسوار من أهم التحصينات التي اتخذتها الدولة السعودية الثانية في حماية مدنها وقراها، وكانت تلك الأسوار تتكون من أبراج، وقلاع، وبوابات محكمة، ومن أشهر هذه الأسوار:
- سور مدينة الرياض، التي أعاد ترميمها الإمام تركي بن عبد الله عام 1238هـ / 1822م، فوضع لها الأبراج.
- أسوار مدينتي القصيم، بريدة وعنيزة، إضافة إلى غيرهما.
- أسوار مدينة حائل.
- أسوار حريملاء.
- أسوار مدينة الهفوف ومدينة المبرز.[72]

## النشاط العلمي والثقافي
ورثت الدولة السعودية الثانية حياة علمية وثقافية منذ قيام الدولة السعودية وما قبلها؛ فانتشر في بلدانها الكثير من المراكز العلمية التي أصبحت مركزًا للإشعاع الثقافي والحضاري. وقد اهتم ولاة الدولة السعودية الثانية، من أمثال الإمام فيصل بن تركي، بالعلم وأهله؛ فقد كان الإمام فيصل حريصا على دعم الحياة العلمية في مختلف أرجاء البلاد، وبدا ذلك واضحاً من خلال مجالسه العلمية، ومراسلاته، ولقاءاته المختلفة بالعلماء، والمشايخ، وطلاب العلم، من مختلف المذاهب الفقهية المعتبرة. كما حرص على دعم المدارس العلمية والكتاتيب، وقال عنه المؤرخ عثمان بن بشر: «وتوفرت بحسن سيرته مصالح المسلمين وجمع في سياسته بين الشدة واللين.. كان مكرمًا لحملة القرآن والعلماء ..»، وهو ما أكده قاضي الأحساء الشيخ أحمد بن علي بن مشرف المالكي شعراً؛ حيث قال:
واشتهر في الدولة السعودية الثانية العديد من هذه المراكز العلمية؛ منها: الرياض، والقصيم، والمنطقة الشرقية، و (القطيف، والأحساء)، والمنطقة الشمالية، و (حائل).

## المؤسسات التعليمية
كان لهذه المؤسسات دورٌ بارزٌ في نشر الحركة العلمية، وقد أدى العلماء من خلالها رسالتهم في نشر الدين والعلم. ومن هذه المؤسسات:
- الكتاتيب والمدارس
- الحلقات التعليمية في المساجد
- المكتبات الخاصة

## العلماء ووظائفهم
اشتهر عددٌ من الأسر العلمية في الدولة السعودية الثانية؛ فكان منها:
- أسرة آل الشيخ
- أسرة آل البسام
- أسرة آل القاضي
- أسرة آل المانع
- أسرة آل عتيق
- أسرة آل عيسى
- أسرة آل سليم
- أسرة آل غنام
- أسرة آل ملا
- أسرة آل عبد اللطيف.
- أسرة آل عمران.
- أسرة آل عبد الجبار.[76][77][78]

أما عن وظائف العلماء، فكانت:
- القضاء
- الحسبة (الأمر بالمعروف والنهي عن المنكر).

## الحياة الاقتصادية

### الزراعة
اعتمدت الزراعة في الدولة السعودية الثانية على ثلاثة مصادر أساسية:
- الأمطار
- المياه السطحية
- المياه الجوفية[79]

العوامل التي ساعدت على وجود الزراعة
أ- العوامل الطبيعية: وتشمل السطح، والمناخ، والمياه.
ب- العوامل البشرية: وتشمل العوامل الاجتماعية؛ مثل: توزيع السكان ومدى كثافتهم، والعوامل الاقتصادية؛ مثل: اكتفاء الأسر بزراعة الغلات، والأسواق، وتوفر المواصلات، والعوامل السياسية؛ مثل: ضعف السلطة مثلاً في الأقاليم، قبيل عهد الإمام فيصل بن تركي للفترة الثانية.
مصطلحات (أسماء) زراعية
- كان يُطلق على الفلاح المزارع الذي يستخدم السواني في عملية الري؛ لأنه يقوم بقيادة الحيوانات ذهاباً وإياباً.
- كان يُطلق على الشهرين الأخيرين من العملية الزراعية «الشربة»، وهو مصطلح أطلقهُ الفلاحون؛ لأنه وقت الشدة لسقي المزروعات.
- كان يُطلق على من يساعد الفلاح «الرائس» أو «مفجر الماء»، ووظيفته تفجير المياه في أثناء العملية الزراعية.[82]

أبرز المحاصيل الزراعية
- النخيل
- الحبوب: متمثلة في الأرز والقمح والشعير والذرة والدخن.
- الخضروات والفواكه
- القطن.[83]

### الصناعات والحرف
كانت الصناعات في الدولة السعودية الثانية لا تتعدى الحاجات اليومية كالحدادة والنجارة والمصنوعات الفخارية، وتعتبر قليلة جداً للأسباب التالية:
- أن أهالي المناطق كانوا يفضلون الزراعة والرعي والتجارة على الاشتغال بالحِرَف.
- أن أهالي المناطق يعتبرون الصناعةَ اشتغالًا للآخَر، مما أحجم الكثير عنها، وأصبح أغلب العاملين فيها من خارج الجزيرة العربية.[84]

### التجارة
ازدهرت التجارة في الدولة السعودية الثانية، فكان من أبرز العوامل التي أثرت عليها، ما يلي:
- عوامل بشرية (انعدام الأمن، قُطَّاع الطرق، اعتداءات البدو، الحروب والمنازعات الأسرية، الضرائب).
- عوامل طبيعية (الشواطئ الصخرية، التيارات البحرية، الأمواج، هبوب الرياح والأعاصير القوية، الظروف الجوية المختلفة).

وكانت التجارةُ نوعين:
- التجارة الداخلية (محلية وإقليمية).
- التجارة الخارجية.

ومن أشهر المراكز التجارية، الرياض ومنطقة القصيم ومنطقة جبل شمر ومدن الساحل الشرقي (القطيف والهفوف).
أما بالنسبة للبضائع التجارية؛ كان منها: تجارة المنتجات الزراعية والمنتجات الحيوانية وتجارة الكماليات.

## النظام النقدي
كان أهم النقود المتداولة بين الناس ما يلي:
- النقود الأجنبية التي تُعرف بالطويلة، وكانت تنقسم إلى قسمين:

الطويلة الفضية، والطويلة النحاسية، وتعتبر الطويلة الفضية أثمن من الطويلة النحاسية، لجودة المواد المصنوعة منها.
- الريال والمثقال ويساوي 5 جرامات فضة.[87]
- النقود المسماة المتليكات، ولم تستمر طويلاً لانقسامات الدولة الداخلية.[86]
- الأحمر ويساوي نصف الليرة العثمانية، وكان يكثر تداوله في نجد.
- المحمدية، وكان يكثر أيضاً تداوله في نجد.[88]
- القرش ويساوي ثلث الريال الفرنساوي.[88]
- البارة والمجيدية وهي عملات تركية تداولها الناس في المناطق الشرقية.[88]

## النظم المالية
اعتمدت الدولة السعودية الثانية في الموارد المالية على الأسس التي أقرتها الشريعة الإسلامية، وكانت على النحو التالي:

### موارد الدولة
- الزكاة
- عُشُور التجارة
- الغنائم

وواردات أخرى؛ مثل: الغرامات، ضريبة الجهاد.

### المصروفات
- مرتبات الموظفين
- النفقات الخاصة بالجند وتجهيز الحملات العسكرية
- نفقات على الشؤون الخاصة
- نفقات خاصة بالشؤون الاجتماعية[57]

## أئمة الدولة السعودية الثانية

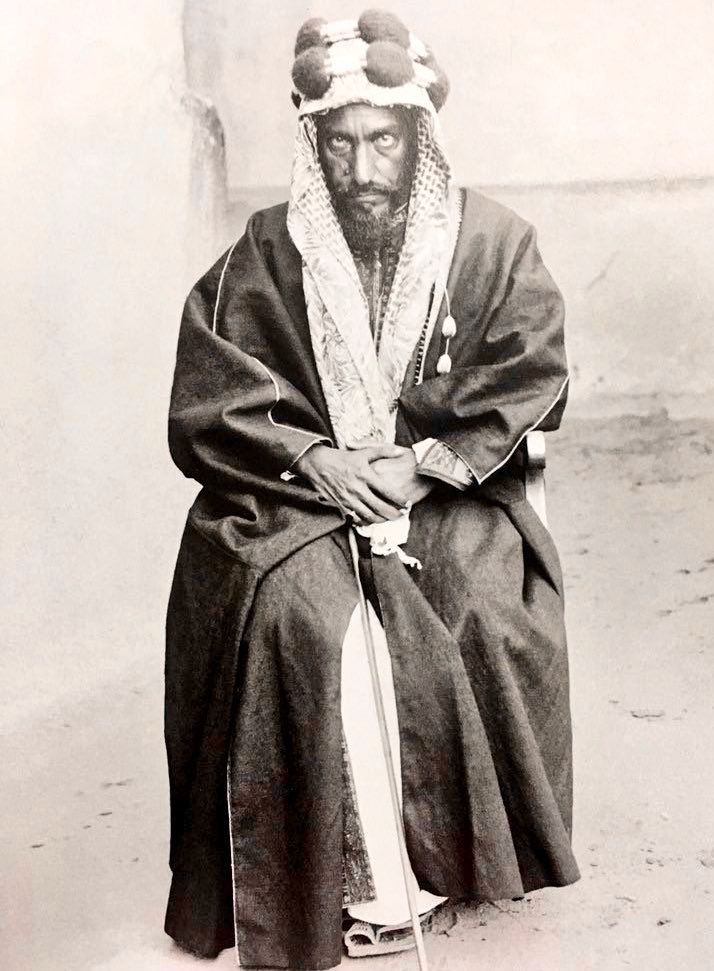
صورة عبد الرحمن بن فيصل آخر أمراء الدولة السعودية الثانية

- تركي بن عبد الله بن محمد بن سعود الفترة الأولى (1819-1820)
- تركي بن عبد الله بن محمد بن سعود الفترة الثانية (1824-1834)
- مشاري بن عبد الرحمن (1834-1834)
- فيصل بن تركي الفترة الأولى (1834-1838)
- خالد بن سعود بن عبد العزيز بن محمد بن سعود (1838-1841)
- عبد الله بن ثنيان بن إبراهيم بن ثنيان بن سعود (1841-1843)
- فيصل بن تركي الفترة الثانية (1843-1865)
- عبد الله بن فيصل بن تركي الفترة الأولى (1865-1871)
- سعود بن فيصل بن تركي الفترة الأولى (1871-1871)
- عبد الله بن فيصل بن تركي الفترة الثانية (1871-1873)
- سعود بن فيصل بن تركي الفترة الثانية (1873-1875)
- عبد الرحمن بن فيصل الفترة الأولى (1875-1876)
- عبد الله بن فيصل بن تركي الفترة الثالثة (1876-1889)
- عبد الرحمن بن فيصل الفترة الثانية (1889-1891)

## مواضيع ذات صلة
- آل سعود.
- الدولة السعودية الأولى.
- الدولة السعودية الثالثة.
- قائمة حكام آل سعود.

| سبقه الدولة السعودية الأولى | تاريخ السعودية | تبعه الدولة السعودية الثالثة |

## وصلات خارجية
- الدولة السعودية الثانية
- معلومات عن الدولة السعودية الثانية

| الدولة السعودية الثانية     |                           |                       |
| سبقه الدَّوْلَةُ السُّعُودِيةُ الأوْلَى | تاريخُ الأحساء 1830 - 1871 | تبعه الدَّولَةُ العُثمانيَّة |